# Nadleśnictwo Lubaczów
Nadleśnictwo Lubaczów – jednostka organizacyjna Lasów Państwowych podległa Regionalnej Dyrekcji Lasów Państwowych w Krośnie. Siedziba Nadleśnictwa znajduje się w Lubaczowie w powiecie lubaczowskim, w województwie podkarpackim.
Nadleśnictwo obejmuje część powiatu lubaczowskiego. Dzieli się na dwa obręby: Horyniec i Lubaczów.

## Ochrona przyrody
Na terenie nadleśnictwa znajdują się cztery rezerwaty przyrody:
- Jedlina – utworzony w 1995 roku, na terenie Leśnictwa Załuże, o powierzchni 66,97 ha.
- Kamienne – utworzony w 2004 roku, na terenie Leśnictwa Nowa Grobla, o powierzchni 8,27 ha.
- Moczary – utworzony w 2004 roku, na terenie Leśnictwa Łukawiec, o powierzchni 12,25 ha.
- Sołokija – utworzony w 1989 roku, na Leśnictwa Dziewięcierz, o powierzchni7,43 ha.

## Drzewostany
Typy siedliskowe lasów nadleśnictwa (z ich udziałem procentowym):
- las mieszany 44,4%
- las 38,4%
- bór mieszany 13,5%
- las łęgowy 3,6%
- bór 0,1%

Gatunki lasotwórcze lasów nadleśnictwa (z ich udziałem procentowym):
- sosna 51%
- brzoza 11%
- dąb 11%
- buk 10%
- olsza 8%
- modrzew, świerk 4%
- grab 3%
- inne gatunki 2%

Przeciętna zasobność drzewostanów nadleśnictwa wynosi 258 m³/ha, a przeciętny wiek 66 lat.